# Đại dịch COVID-19 tại Kiribati
Đại dịch COVID-19 tại Kiribati là một phần của đại dịch toàn cầu do virus corona 2019 (COVID-19) gây ra bởi virus corona gây hội chứng hô hấp cấp tính nặng 2 (SARS-CoV-2). Virus được xác nhận là xuất hiện ở Kiribati vào ngày 18 tháng 5 năm 2021.
Tính đến ngày 30 tháng 11 năm 2023, Kiribati ghi nhận 5,085 trường hợp mắc COVID-19 và 24 trường hợp tử vong.

## Bối cảnh
Vào ngày 12 tháng 1 năm 2020, Tổ chức Y tế Thế giới (WHO) xác nhận rằng coronavirus mới là nguyên nhân gây ra bệnh đường hô hấp ở một nhóm người ở thành phố Vũ Hán, tỉnh Hồ Bắc, Trung Quốc và đã được báo cáo cho WHO vào ngày 31 tháng 12 năm 2019.
Tỷ lệ ca tử vong đối với COVID-19 thấp hơn nhiều so với đại dịch SARS năm 2003, nhưng tốc độ truyền bệnh cao hơn đáng kể cùng với tổng số người chết cũng đáng kể.

## Dòng thời gian
| COVID-19 tại Kiribati () Tử vong Hồi phục Đang điều trị 20212022Thg 5Thg 6Thg 7Thg 8Thg 9Thg 10Thg 11Thg 12Thg 1Thg 215 ngày gần nhất15 ngày gần nhất | COVID-19 tại Kiribati () Tử vong Hồi phục Đang điều trị 20212022Thg 5Thg 6Thg 7Thg 8Thg 9Thg 10Thg 11Thg 12Thg 1Thg 215 ngày gần nhất15 ngày gần nhất | COVID-19 tại Kiribati () Tử vong Hồi phục Đang điều trị 20212022Thg 5Thg 6Thg 7Thg 8Thg 9Thg 10Thg 11Thg 12Thg 1Thg 215 ngày gần nhất15 ngày gần nhất | COVID-19 tại Kiribati () Tử vong Hồi phục Đang điều trị 20212022Thg 5Thg 6Thg 7Thg 8Thg 9Thg 10Thg 11Thg 12Thg 1Thg 215 ngày gần nhất15 ngày gần nhất | COVID-19 tại Kiribati () Tử vong Hồi phục Đang điều trị 20212022Thg 5Thg 6Thg 7Thg 8Thg 9Thg 10Thg 11Thg 12Thg 1Thg 215 ngày gần nhất15 ngày gần nhất |
| --- | --- | --- | --- | --- |
| Ngày | Ngày | | Ca nhiễm | Tử vong |
| 2021-05-18 | 2021-05-18 | | 1(n.a.) | 0(n.a.) |
| 2021-05-19 | 2021-05-19 | | 1(=) | 0(n.a.) |
| 2021-05-20 | 2021-05-20 | | 1(=) | 0(n.a.) |
| 2021-05-21 | 2021-05-21 | | 2(+100%) | 0(n.a.) |
| ⋮ | | | | |
| 2021-05-24 | 2021-05-24 | | 0(n.a.) | 0(n.a.) |
| ⋮ | | | | |
| 2022-01-17 | 2022-01-17 | | 37(n.a.) | 0(n.a.) |
| ⋮ | | | | |
| 2022-01-23 | 2022-01-23 | | 58(n.a.) | 0(n.a.) |
| 2022-01-24 | 2022-01-24 | | 66(+14%) | 0(n.a.) |
| 2022-01-25 | 2022-01-25 | | 89(+35%) | 0(n.a.) |
| 2022-01-26 | 2022-01-26 | | 116(+30%) | 0(n.a.) |
| 2022-01-27 | 2022-01-27 | | 181(+56%) | 0(n.a.) |
| 2022-01-28 | 2022-01-28 | | 201(+11%) | 0(n.a.) |
| 2022-01-29 | 2022-01-29 | | 266(+32%) | 0(n.a.) |
| 2022-01-30 | 2022-01-30 | | 364(+37%) | 0(n.a.) |
| 2022-01-31 | 2022-01-31 | | 460(+26%) | 0(n.a.) |
| 2022-02-01 | 2022-02-01 | | 629(+37%) | 0(n.a.) |
| 2022-02-02 | 2022-02-02 | | 767(+22%) | 0(n.a.) |
| 2022-02-03 | 2022-02-03 | | 913(+19%) | 0(n.a.) |
| 2022-02-04 | 2022-02-04 | | 1.037(+14%) | 0(n.a.) |
| 2022-02-05 | 2022-02-05 | | 1.387(+34%) | 0(n.a.) |
| 2022-02-06 | 2022-02-06 | | 1.543(+11%) | 0(n.a.) |
| 2022-02-07 | 2022-02-07 | | 1.744(+13%) | 0(n.a.) |
| 2022-02-08 | 2022-02-08 | | 1.951(+12%) | 1(n.a.) |
| 2022-02-09 | 2022-02-09 | | 2.173(+11%) | 1(=) |
| 2022-02-10 | 2022-02-10 | | 2.235(+2,9%) | 2(+100%) |
| 2022-02-11 | 2022-02-11 | | 2.316(+3,6%) | 3(+50%) |
| 2022-02-12 | 2022-02-12 | | 2.451(+5,8%) | 3(=) |
| 2022-02-13 | 2022-02-13 | | 2.548(+4%) | 3(=) |
| 2022-02-14 | 2022-02-14 | | 2.582(+1,3%) | 3(=) |
| 2022-02-15 | 2022-02-15 | | 2.665(+3,2%) | 8(+167%) |
| 2022-02-16 | 2022-02-16 | | 2.737(+2,7%) | 9(+12%) |
| 2022-02-17 | 2022-02-17 | | 2.757(+0,73%) | 9(=) |
| 2022-02-18 | 2022-02-18 | | 2.810(+1,9%) | 9(=) |
| Nguồn: - RNZ Pacific | | | | |

### Tháng 2 năm 2020
Vào ngày 1 tháng 2 năm 2020, chính phủ Kiribati đã tạm dừng tất cả thị thực từ Trung Quốc và yêu cầu những người mới đến phải điền vào biểu mẫu sức khỏe và khách du lịch từ các quốc gia có virus corona phải trải qua thời gian tự cách ly. Mặc dù không có bất kỳ trường hợp nào vào ngày 28 tháng 3, Tổng thống Taneti Maamau đã ban bố tình trạng khẩn cấp.

### Tháng 9 năm 2020
Vào ngày 10 tháng 9, chính phủ tuyên bố sẽ đóng cửa biên giới cho đến cuối năm để giữ cho đất nước không có virus. Một số trường hợp được xét duyệt cho vào bao gồm người hồi hương, các chuyến bay nhân đạo và vận chuyển các nguồn cung cấp thiết yếu vào đất nước. Một nhóm 20 người Kiribati ở Quần đảo Marshall là những người đầu tiên được hồi hương.

### Tháng 11 năm 2020
Vào ngày 19 tháng 11, chính phủ đã cho hồi hương 62 công dân, những người đã bị mắc kẹt ở nước ngoài kể từ tháng 2 trên một chuyến bay thuê của Fiji Airways. Khi đến nơi, cư dân phải trải qua đợt cách ly bắt buộc 14 ngày tại Bikenibeu, Tarawa.

### Tháng 5 năm 2021
Đến ngày 15 tháng 5 năm 2021, Kiribati đã hồi hương 1.400 người Kiribati bị mắc kẹt ở nước ngoài mà không có bất kỳ trường hợp dương tính nào.
Đại dịch đã khiến các thuyền viên người Kiribati mất việc làm vì yêu cầu xuất trình xét nghiệm PCR âm tính để trở lại làm việc và thiếu máy móc để thực hiện các xét nghiệm ở Kiribati.
Vào ngày 18 tháng 5 năm 2021, Tổng thống Kiribati Taneti Maamau đã công bố trường hợp dương tính đầu tiên, một thuyền viên địa phương trở về từ Papua New Guinea trên một con tàu được cách ly ở cảng Betio. Hai ngày sau, một trường hợp dương tính thứ hai được phát hiện trên cùng con tàu. Cùng ngày, lệnh giới nghiêm đã được áp dụng. Vào ngày 25 tháng 5, chương trình hồi hương bị tạm dừng để giải quyết các trường hợp dương tính. Bộ trưởng Bộ Y tế, Tiến sĩ Tinte Itinteang, báo cáo rằng một ngư dân Kiribati thứ hai được xác định là đã hồi phục.

## Tiêm phòng
Kể từ ngày 21 tháng 5 năm 2021, Kiribati là một trong những quốc gia cuối cùng không bắt đầu chiến dịch tiêm chủng. Hỗ trợ từ Úc hiện đang được thảo luận để quốc gia tiếp cận với vắc xin. Kiribati là quốc gia đủ điều kiện cho chương trình COVAX và dự kiến sẽ nhận được 48.000 liều vắc xin AstraZeneca, nhưng đến ngày 20 tháng 4 năm 2021, không có đơn hàng vắc-xin nào được phân phối.
Vào ngày 25 tháng 5 năm 2021, Kiribati đã nhận được 24.000 liều vắc xin AstraZeneca.

## Thống kê

### Số ca nhiễm tại quần đảo
| Đảo       | Số ca | Tử vong | Tham khảo     |
| --------- | ----- | ------- | ------------- |
| Tarawa    | 2     | 0       | [ 13 ] [ 14 ] |
| Tổng cộng | 2     | 0       |               |